# Estadi Olímpic de Montreal
L'Estadi Olímpic de Montreal (en francès: Stade Olympique de Montréal, en anglès: Montreal's Olympic Stadium) és un estadi localitzat a la ciutat de Montreal, població situada a la província de Quebec (Canadà). Va ser construït per a ser l'escenari principal dels Jocs Olímpics d'Estiu de 1976.
Després de la celebració dels Jocs Olímpics l'estadi es convertí en seu de l'equip de beisbol Montreal Expos, però la seva marxa a Washington DC comportà un cert abandó esportiu. Actualment es fa servir com a escenari d'esdeveniments musicals i celebra alguns partits dels Montreal Alouettes i de la Grey Cup (final de la lliga de futbol canadenc).

## Història

### Antecedents
L'estadi va ser dissenyat per l'arquitecte francès Roger Taillibert com una instal·lació molt elaborada amb sostre retràctil, el qual seria obert i tancat per una enorme torre de 175 metres — l'estructura inclinada més alta del món, 6 metres major que el Monument a Washington (Washington DC), i el sisè edifici més alt de Montreal.
La piscina olímpica es localitza sota aquesta torre. Un velòdrom olímpic (posteriorment convertit en el Jardí Botànic de la ciutat) va ser instal·lat a la base de la torre en un edifici de disseny similar al de la piscina. L'edifici va ser construït per a ser la seu principal per als Jocs Olímpics d'Estiu de 1976, celebrant-se les cerimònies d'obertura i clausura, les finals d'atletisme i futbol, i alguns esdeveniments eqüestres.

### Construcció
Mentre la construcció de l'estadi estava en procés, una vaga laboral va originar un gran retard en la construcció de la torre. El sostre va romandre emmagatzemat en un magatzem de França fins al 1982. No va ser fins al 1987, més d'una dècada després dels Jocs Olímpics, que tant la torre com el sostre van ser completats, acabant oficialment la construcció de l'estadi com va ser dissenyat originalment.

### Inauguració
Els problemes van assolar l'estadi des del moment en què es va inaugurar per als Jocs Olímpics, quan només estava construït a mig fer, el 17 de juliol de 1976.
Amb una capacitat de 58.500 espectadors en aquella època, l'estadi no va ser completat a temps per als jocs a causa de les vagues realitzades pels treballadors de la construcció, deixant-lo sense torre i sostre per a la inauguració i durant molts més anys. Tant la torre com el sostre, fabricat amb més de 5.575 m² de kevlar, no van ser acabats abans d'una dècada, i no va ser possible replegar el sostre fins al 1988. Aquest sostre de 65 tones va resultar ser difícil de replegar, i no podia utilitzar-se en presència de vents amb velocitats superiors a més de 25 mph.

### Finançament

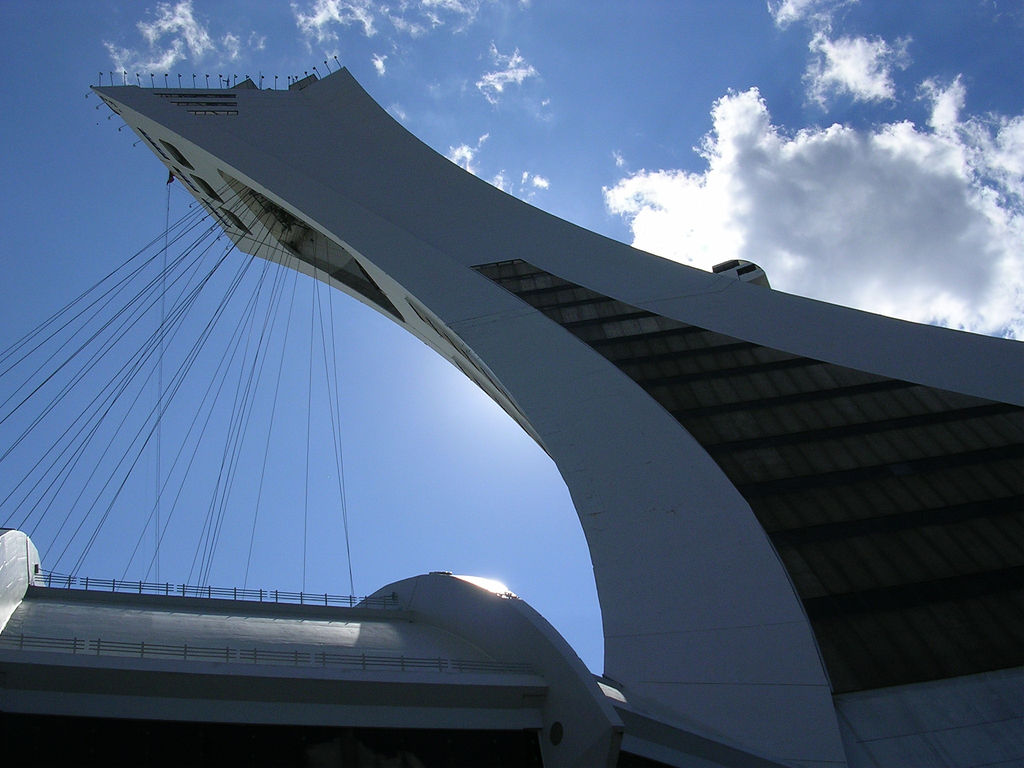
La Torre Montreal (Montreal Tower), l'edifici inclinat més alt del món.

A pesar d'algunes projeccions el 1970 en les quals es preveia que la construcció de l'estadi costaria només C$134 milions, les vagues i retards durant la construcció van fer que augmentessin els costos. En el moment en què l'estadi va ser inaugurat, tot i la seva forma incompleta, el cost total havia ascendit a C$264 milions.
El govern de Quebec va introduir un impost especial sobre el tabac al maig de 1976 per a ajudar a recuperar la inversió. L'acta d'aquest impost especial sobre el tabac estipulava que una vegada que s'hagués recuperat els diners invertits en l'estadi, aquest retornaria a la propietat de la ciutat de Montreal.
El desembre de 2006 tot el cost de l'estadi finalment va ser pagat. El desembors total (incloent reparacions, renovacions, construcció, interessos i inflació) va ser del voltant de $C1500 milions.
Amb el seu historial de problemes financers l'estadi ha rebut, al llarg de la història, el nom de The Big Owe ("El gran deute"), Uh-O o The Big Mistake ("El gran error").

### Problemes
Encara que no va ser completat a temps per als Jocs Olímpics d'Estiu de 1976, la construcció de la torre es va reprendre a la dècada del 1980. No obstant això, durant aquest període un gran incendi va danyar a la torre, i l'any 1986 una gran part d'aquesta va caure sobre el terreny de joc mentre se celebrava un partit de beisbol.
El 1987 va concloure la instal·lació del sostre retràctil de kevlar, el que va posar final a les obres constructives a l'estadi després d'una dècada; no obstant això, poc després que el sostre entrà en funcionament es va esquinçar en diverses ocasions a causa de les imperfeccions en el seu disseny. En els mesos següents va sofrir goteres durant les pluges, permetent que entrés l'aigua a l'estadi.

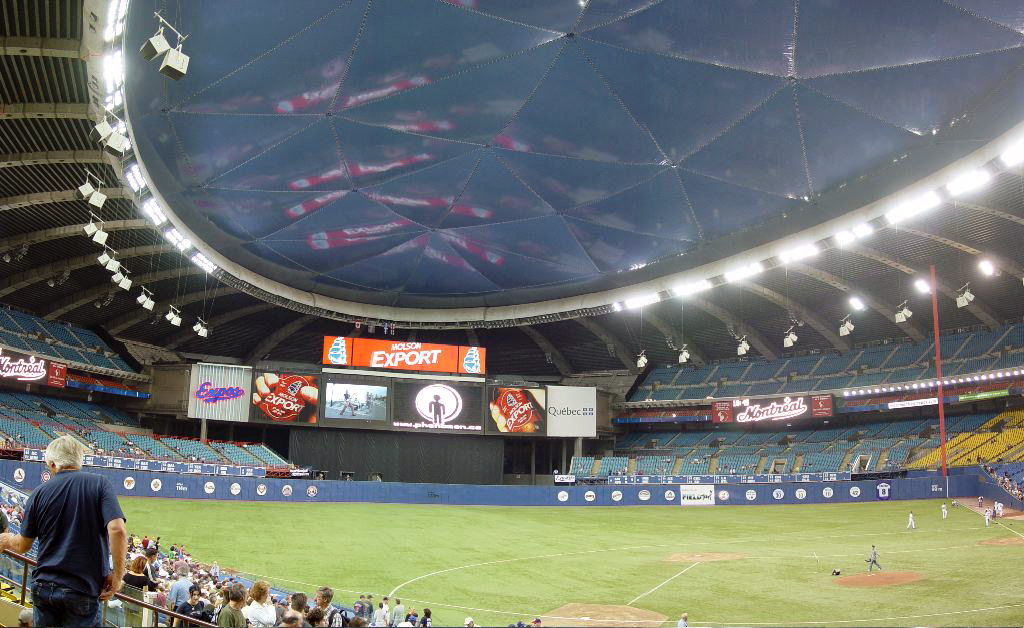
L'Estadi Olímpic amb el seu sostre blau.

Considerat una instal·lació dolenta per a la celebració del beisbol, el 1991 fou remodelat i es retiraren 12.000 seients. El 8 de setembre d'aquell any unes bigues de suport es van partir i van causar que un bloc de 55 tones caigués sobre la part exterior de l'estadi. No hi va haver ferits, però els Montreal Expos van haver de traslladar els seus 13 últims partits com a locals en altres instal·lacions de fora de Montreal. L'any 1992 es va decidir mantenir sempre tancat el sostre, i el maig de 1998 fou desmontat, convertint-lo en un estadi a l'aire lliure. Posteriorment s'instal·là un sostre blau opac de C$26 milions que no era retràctil.
El gener de 1999 una porció de 350 m² del sostre va trencar-se, fent caure una gran quantitat de gel i neu sobre uns treballadors que estaven participant en el Saló de l'automòbil de la ciutat. El Saló de l'Automòbil abandonà per sempre més l'Estadi Olímpic com a seu, i novament el sostre hagué de reparar-se instal·lant una xarxa de canonades que fan circular aigua calenta sota el sostre per fondre la neu. Malgrat aquestes mesures correctores el sostre de l'estadi roman tancat durant l'hivern.
A causa del seu costós manteniment, els continus problemes estructurals i l'haver perdut la seva funció primària (ésser un estadi d'una lliga professional de beisbol) els estudis del govern recentment s'han enfocat en la viabilitat de demolir l'estadi. S'estima que la demolició costaria uns $500 milions, a causa de la complexitat de l'estructura i la seva proximitat al tren subterrani.